# Tore Holm
Tore Holm (suec: Tore Anton Holm)  (25 de novembre de 1896 - 15 de novembre de 1977) va ser un dissenyador, constructor de vaixells i regatista suec que va competir als Jocs Olímpics de 1920, 1928, 1932, 1936 i 1948. Era germà del també regatista Yngve Holm.

## Carrera esportiva
La seva primera participació en uns Jocs Olímpics fou el 1920, a Anvers, on a bord del Sif va guanyar la medalla d'or en la categoria de 40 m². Vuit anys més tard, a Amsterdam, va guanyar la medalla de bronze, com a tripulant de la Sylvia en la classe de 8 metres. El 1932 va guanyar la seva segona medalla d'or, aquesta vegada a bord del Bissbi, en la classe de 6 metres. Als Jocs Olímpics de Berlín, el 1936, no va guanyar cap medalla després d'acabar quart en la competició de 8 metres. Va acabar la seva carrera olímpica el 1948, amb una nova medalla de bronze, com a part de la tripulació de l'Ali Baba II en la classe de 6 metres.

## Dissenyador de vaixells
A principis de la dècada de 1920 Holm va dissenyar i construir una sèrie d'embarcacions de la classe Skerry Cruiser (o Square Meter Rule) a les drassanes de Gamleby. En anys posteriors van construir nous dissenys de vaixells, especialment de les classes de 6, 8 i 10 metres.